# Miloš Bajalica
Miloš Bajalica (* 15. Dezember 1981 in Belgrad) ist ein ehemaliger serbischer Fußballspieler.

## Karriere
2001 unterschrieb er einen Vertrag beim Erstligisten OFK Belgrad. 2007 wechselte er zu FK Roter Stern Belgrad. Mit dem Verein wurde er 2006/07 serbischer Meister. 2008 wechselte er nach Ostasien. Hier unterschrieb er einen Vertrag beim japanischen Nagoya Grampus. 2009 erreichte er mit dem Verein das Finale des Kaiserpokal. Von 2010 bis 2011 spielte er beim chinesischen Henan Songshan Longmen und Beijing Renhe. 2012 wechselte er zum japanischen Zweitligisten Kyōto Sanga, bestritt 134 Zweitligaspiele und schoss dabei sieben Tore.

## Erfolge
FK Roter Stern Belgrad
- Serbischer Meister: 2006/07